# Sengerich
 Sengerich là một đô thị ở huyện Bitburg-Prüm, trong bang Rheinland-Pfalz, phía tây nước Đức. Đô thị Sengerich có diện tích 1,1 km², dân số thời điểm ngày 31 tháng 12 năm 2006 là 20 người.